# Ambarakaraka
Ambarakaraka è una città e comune del Madagascar situata nel distretto di Ambilobe, regione di Diana. 
La popolazione del comune rilevata nel censimento 2001 era pari a 16 114 unità.